# Pass It On Down
| Recensione | Giudizio |
| ---------- | -------- |
| Allmusic   | 3/5      |

Pass It On Down è il trentesimo album del gruppo musicale statunitense Alabama.

## Tracce
1. "Pass It On Down" (Randy Owen, Teddy Gentry, Will Robinson, Ronnie Rogers) - 4:53
2. "Here We Are" - 2:52
3. "Down Home" - 3:29
4. "Forever's as Far as I'll Go" (Mike Reid) - 3:36
5. "Jukebox in My Mind" (Dave Gibson, Rogers) - 3:40
6. "Moonlight Lounge" (Rogers) - 3:06
7. "Goodbye (Kelly's Song)" (Owen) - 3:59
8. "Fire on Fire" (Gentry, Rogers, Greg Fowler) - 4:28
9. "Until It Happens to You" (Jeff Cook, Gentry, Rogers, Fowler) - 3:42
10. "Gulf of Mexico" (Gentry, Robert Byrne) - 4:00
11. "Starting Tonight" (Gentry, Fowler, John Jarrard, S. Alan Taylor) - 3:15
12. "I Ain't Got No Business Doin' Business Today" (Danny Morrison, Johnny Slate) - 4:03